# Mimoides thymbraeus
Mimoides thymbraeus is een vlinder uit de onderfamilie Papilioninae van de familie van de pages. De wetenschappelijke naam van de soort is, als Papilio thymbraeus, voor het eerst geldig gepubliceerd in 1836 door Jean Baptiste Boisduval. De combinatie in Mimoides werd in 1991 gemaakt door K.S. Brown.

## Ondersoorten
- Mimoides thymbraeus thymbraeus
- Mimoides thymbraeus aconophos (Gray, 1853)